# Guillermo Da Re
Guillermo Da Re (Milão 1867, Paraguai 1910) foi um artista plástico italiano que migrou para a America do Sul, fixando-se na Argentina e  no Paraguai, onde faleceu.

## Obras

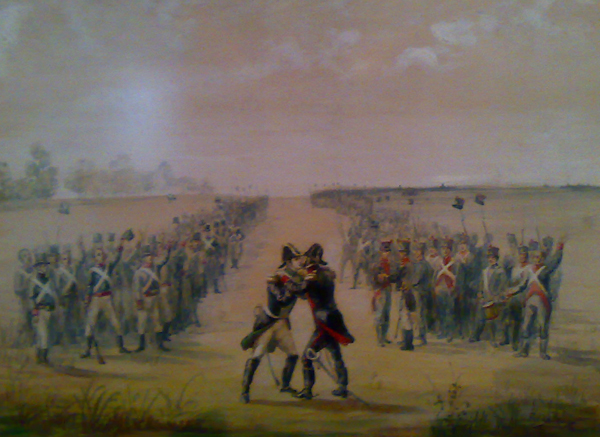
Abraço entre Manuel Belgrano e Manuel Cabañas, na Batalha de Tacuari, obra de Guillermo Da Re em 1890.

Dedicou-se a retratar em suas pinturas deversas paisagens e aspectos de movimentos independentistas da America do Sul, como telas sobre a Revolução de maio, na Argentina e é o autor do óleo do presidente Solano Lopez montado no cavalo mandyju, atualmente exposta em Assunção, no Palacio de los López, o palácio presidencial do Paraguai.